# Ibaek-myeon
Ibaek-myeon (koreanska: 이백면) är en socken i den södra delen av Sydkorea. Den ligger i kommunen Namwon i provinsen Norra Jeolla, 240 km söder om huvudstaden Seoul.